# Tjärnmyrtjärnen (Frostvikens socken, Jämtland, 713326-145119)
Tjärnmyrtjärnen är en sjö i Strömsunds kommun i Jämtland och ingår i Ångermanälvens huvudavrinningsområde.